# Hannichi-bōkoku-ron
 (mars 2025).
Si vous disposez d'ouvrages ou d'articles de référence ou si vous connaissez des sites web de qualité traitant du thème abordé ici, merci de compléter l'article en donnant les références utiles à sa vérifiabilité et en les liant à la section « Notes et références ».

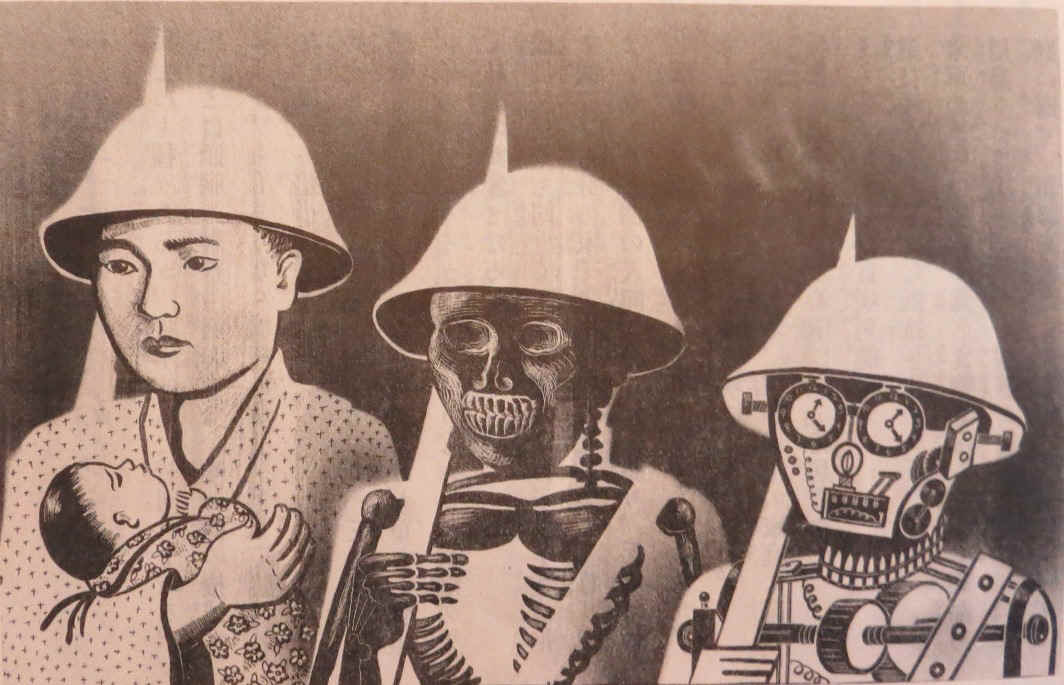
Affiche de propagande américaine des années 1940 représentant les Japonais comme des biorobots sans cervelle (artiste Frances Blakemore).

La hannichi-bōkoku-ron (反日亡国論), littéralement « théorie anti-japonaise de la destruction nationale  » est une théorie défendue par une faction de la nouvelle gauche japonaise qui radicalise l'anti-japonisme de la vieille gauche.
L'anti-japonisme est une doctrine antipatriote et antinationaliste japonaise est une forme de racisme anti-japonais développée par des Japonais (Haine de soi).

## Différence avec la nipponophobie
La théorie anti-japoniste posait que les actions du Japon depuis l'ère Meiji (1868-1912) étaient souillées par l'impérialisme et qu'un nouveau régime était nécessaire. Selon l'anti-japonisme, l'échec moral du Japon peut être réparé si la famille impériale est purgée et que le pays se transforme de force en une « république populaire » communiste. Selon les nipponophobes, c'est tout le Japon qu'il faut purger, car les Japonais eux-mêmes possèdent une « nature agressive » inhérente[réf. incomplète]. Les partisans de cette théorie estiment que le seul moyen de se racheter de la "race japonaise oppressive et criminelle" est de lutter contre tous les intérêts japonais jusqu'à ce que l'archipel « japonais » ait été purgé de tout ce qui est japonais[réf. incomplète].

## Thèse historique
Selon l'anti-japonisme, les premiers habitants de l'archipel japonais étaient des agriculteurs sans foi ni loi, mais ils ont été envahis par une tribu équestre dont descend la famille impériale. Ceux qui ont résisté à la conquête sont devenus des parias (burakumin)[réf. incomplète]. La répression s'est poursuivie jusqu'au XIXe siècle, lorsque le régime impérial a conquis les Ryukyuans et les Ainu. Ainsi, l'histoire du Japon est définie comme « une histoire d'invasion et d'exploitation ».

## «Solution finale»
La prétendue « solution finale » de l'anti-japonisme consiste à effacer de la face de la terre le pays appelé « Japon » et à « exterminer la race japonaise ». Parce que, comme décrit dans la théorie historique ci-dessus, le Japon est intrinsèquement diabolique, la survie du peuple japonais est incompatible avec la paix. Yoshimasa Kurosawa, membre du Front armé anti-japonais d'Asie de l'Est, affirme qu'il n'est pas opposé à un régime politique japonais particulier, mais à l'existence même du Japon.

## Stratégie de ruine du Japon
Le Front armé anti-japonais d'Asie de l'Est a suggéré un scénario qui pourrait mener à la ruine du Japon. Ils envahiraient la Corée du Sud et renverseraient le régime « pro-japonais » actuel en le remplaçant par un régime militaire ouvertement anti-japonais. Le Japon, en raison de sa nature naturellement agressive, envahirait la Corée en réaction, mais les anti-japonistes pourraient alors employer leurs réseaux terroristes pour causer en Corée des ravages similaires à ceux de la guerre du Vietnam et épuiser la force financière et politique du Japon, ce qui lui permettrait de se perdre rapidement.

## Influence dans la société japonaise
Depuis l’éclipse de la Nouvelle Gauche, ce groupe a été considéré comme un culte étrange. Le militant qui a inventé le nom « anti-japonisme » a depuis quitté le groupe et le décrit comme « satanique ». Le journaliste Toshinao Sasaki décrit la vie au sein du groupe comme « insensée »[réf. incomplète]. Akira Moriguchi, spécialiste de l'éducation, appelle cela une « idéologie violente » et contradictoire[réf. incomplète].
Il a cependant été suggéré que cette idéologie avait servi de base à plusieurs manifestations de gauche en cours, ainsi qu'aux attaques au gaz menées en 1995 par la secte Aum Shinrikyō[réf. incomplète].